# Kalimati (Japara)
Kalimati is een bestuurslaag in het regentschap Kuningan van de provincie West-Java, Indonesië. Kalimati telt 1148 inwoners (volkstelling 2010).